# Interstate 87 (Caroline du Nord)
Pour les articles homonymes, voir Interstate 87 (homonymie).
L'Interstate 87 (I-87) est une autoroute de Caroline du Nord. Avec 12,90 miles (20,80 km), c'est la plus courte Interstate principale. L'autoroute se situe entièrement dans le comté de Wake, entre Raleigh et Wendell. Il est prévu que l'autoroute poursuive au nord-est via Rocky Mount, Williamston et Elizabeth City, pour se terminer à Norfolk, Virginie. Elle est désignée comme une autoroute sud–nord, bien qu'elle aille davantage de l'ouest vers l'est. L'autoroute forme un multiplex avec la US 64 sur toute sa longueur ainsi qu'avec l'I-440 et la US 264 à certains points.

## Description du tracé
Le terminus sud de l'I-87 se situe à l'échangeur avec l'I-40 et l'I-440 (Raleigh Beltline) au sud-est de Raleigh. L'I-87 nord suit l'I-440 ouest sur environ trois miles (4,8 km) avant de quitter la Beltline pour suivre la US 64 / US 264. L'autoroute rencontre des routes locales avant de croiser l'échangeur du terminus est de l'I-540. L'autoroute rencontre deux autres échangeurs locaux avant d'arriver à son terminus nord actuel à un échangeur avec la US 64 Bus. / Knightdale Boulevard / Wendell Boulevard et Rolesville Road.
Au-delà de Rolesville Road, la US 64 entre Wendell et Williamston est désignée comme Future I-87. Elle ne rencontre pas les standards autoroutiers et nécessitera l'élargissement de ses voies ainsi que de ses accotements. À partir de Williamston, jusqu'à la frontière de la Virginie, aucun tracé n'est construit comme autoroute à accès limité; il faudra en construire dans les corridors de la US 13, US 17 et US 158.

## Liste des sorties
| Interstate 87                             |              |       |       |        |                                                                     |                                                                                                 |
| Comté                                     | Municipalité | mi    | km    | Sortie | Intersections / Destinations                                        | Notes                                                                                           |
| Wake                                      | Raleigh      | 0,00  | 0,00  | —      | I-40 ouest/ US 64 ouest – Durham                                    | Terminus sud du multiplex avec US 64; continue au-delà comme I-40 / US 64; sortie 301 de l'I-40 |
| Wake                                      | Raleigh      | 0,00  | 0,00  | 16     | I-40 est – Wilmington, Benson I-440 est                             | Terminus sud du multiplex avec I-440                                                            |
| Wake                                      | Raleigh      | 1,90  | 3,10  | 15     | Poole Road                                                          |                                                                                                 |
| Wake                                      | Raleigh      | 2,90  | 4,70  | 3      | I-440 ouest US 264 est – Wake Forest                                | Terminus nord du multiplex avec I-440; sortie 14 de l'I-440 est                                 |
| Wake                                      | Raleigh      | 3,50  | 5,60  | 4      | New Hope Road                                                       |                                                                                                 |
| Wake                                      | Knightdale   | 5,70  | 9,20  | 6      | Hodge Road                                                          |                                                                                                 |
| Wake                                      | Knightdale   | 6,70  | 10,80 | 7      | I-540 ouest – Wake Forest, Aéroport international de Raleigh-Durham | Sortie 26A-B de l'I-540                                                                         |
| Wake                                      |              | 9,00  | 14,50 | 9      | Smithfield Road                                                     |                                                                                                 |
| Wake                                      | Wendell      | 10,70 | 17,20 | 11     | Wendell Falls Parkway                                               |                                                                                                 |
| Wake                                      | Wendell      | 12,50 | 20,10 | 13     | US 64 Bus. (Wendell Boulevard / Knightdale Boulevard) – Knightdale  | Pas de sortie direction sud vers US 64 Bus. est                                                 |
| Wake                                      | Wendell      | 12,90 | 20,80 | 14     | Rolesville Road – Rolesville                                        | Sortie direction sud, entrée direction nord                                                     |
| Wake                                      | Wendell      | 12,90 | 20,80 | —      | US 64 est / US 264 est– Rocky Mount, Wilson                         | Terminus nord du multiplex avec US 64 / US 264; continue au-delà                                |
| - Terminus de multiplex - Accès incomplet |              |       |       |        |                                                                     |                                                                                                 |